# Región Metropolitana de Recife
La Región Metropolitana de Recife (RMR), también referida como Gran Recife, es la mayor y principal región metropolitana del estado brasileño de Pernambuco. Conurbación más antigua de Brasil — una vez que Olinda surgió en 1535 y Recife en 1537 — la metrópoli pernambucana fue el principal centro financiero del Brasil Colonial hasta mediados del siglo XVIII, con el fin de la explotación del azúcar. En consonancia con el censo de 2015 del IBGE (última cuenta oficial de la población), es la mayor región metropolitana del Norte-Nordeste, la séptima mayor de Brasil y una de las 120 mayores del mundo, además de ser la tercera área metropolitana más densamente habitada del país, superada solo por São Paulo y Río de Janeiro. Está atrás solamente de Brasilia, Río de Janeiro y São Paulo en la jerarquía de la gestión federal. Con la entrada del municipio de Goiana, pasó a delimitarse con la Región Metropolitana de João Perssoa, siendo el único caso de regiones metropolitanas de capitales limítrofes en Brasil. El área metropolitana Recife-João Persona tenía 5,327 millones de habitantes en 2017.
Concentrando aproximadamente 65% del PIB pernambucano, desempeña un fuerte papel centralizador en el Nordeste brasileño, abrigando gran número de sedes regionales y nacionales de instituciones y empresas públicas y privadas, como el Mando Militar del Nordeste, la SUDENE, la Eletrobras Chesf, el TRF de la 5.ª Región, el Cindacta III, el II COMAR, la SRNE de la Infraero, la SRNE del INSS, la TELE Globo Nordeste, la Votorantim Cimentos N/NE, a Queiroz Galvão, entre otras, además de poseer el mayor número de consulados extranjeros fuera del eje Río-São Paulo, siendo inclusive la única ciudad, con la salvedad de São Paulo y de Río de Janeiro, que tiene consulados generales de países como Estados Unidos, China, Francia y el Reino Unido. La Región Metropolitana del Recife es la segunda región metropolitana más rica del Nornordeste (en 2016), y en conjunto con el municipio de Paudalho, el más rico aglomerado urbano del Nornordeste, y también el más poblado, con 4.044.948 habitantes en 2017.
Se compone de 15 municipios: Jaboatão dos Guararapes, Olinda, Paulista, Igarassu, Abreu e Lima, Camaragibe, Cabo de Santo Agostinho, Goiana, São Lourenço da Mata, Araçoiaba, Isla de Itamaracá, Ipojuca,  Moreno, Itapissuma y Recife. Todos los municipios de la RMR, con la salvedad de Goiana, forman parte de la Región Inmediata de Recife, añadiéndose a esta Vila de los Remedios (núcleo urbano del archipiélago de Fernando de Noronha) y el municipio de Paudalho. El fuerte desarrollo de la región está promoviendo la expansión de la mancha urbana para otros municipios de la "Zona da Mata" pernambucana. Esa ampliación forma el collar metropolitano, que corresponde a la Región Intermediaria de Recife. Llevando en consideración el collar metropolitano formado por esos municipios del entorno de la región metropolitana, la población de la metrópoli llega a 5,7 millones de habitantes, siendo superada solo por las regiones de São Paulo, Río de Janeiro y Bello Horizonte.

## Municipios

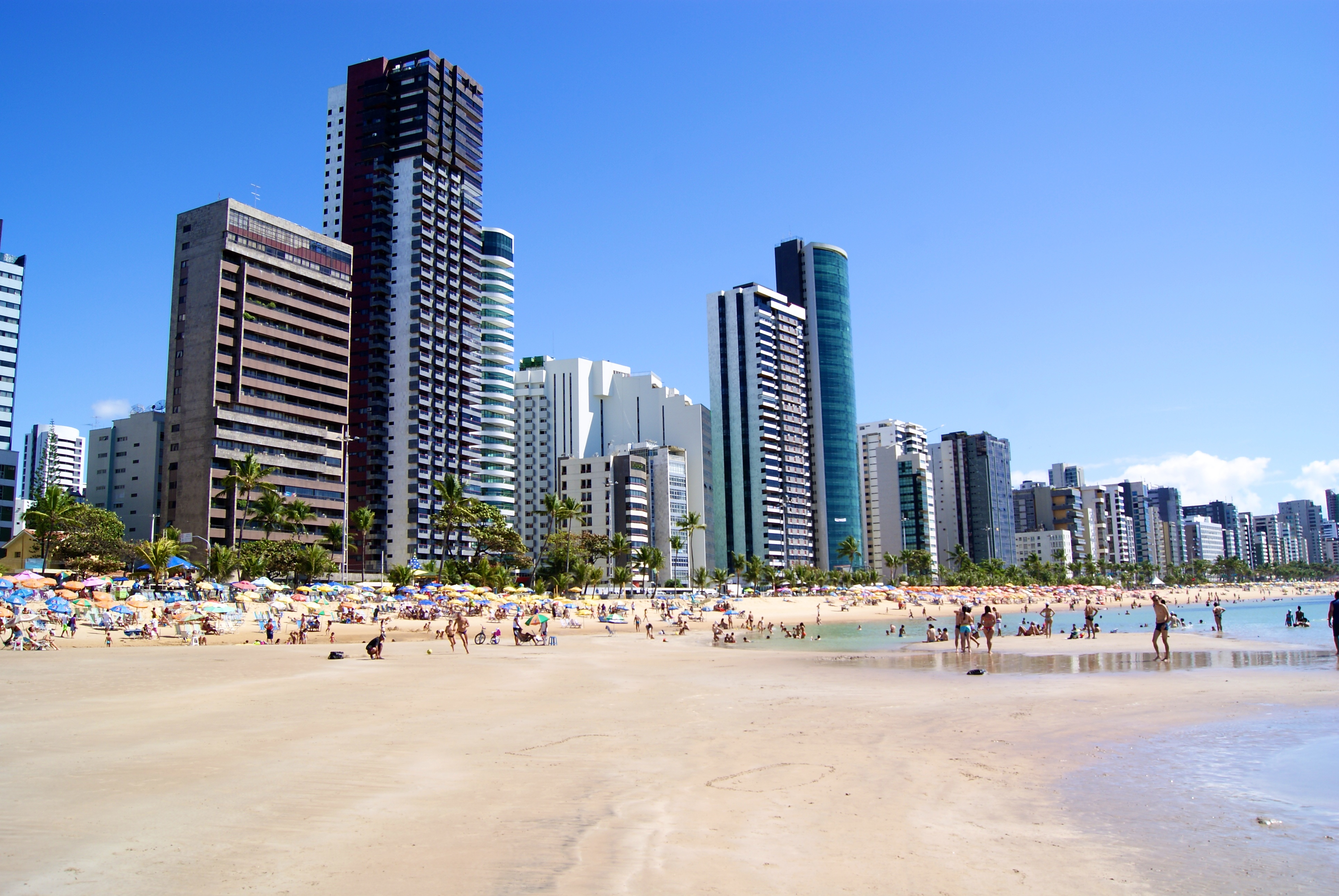
Recife.

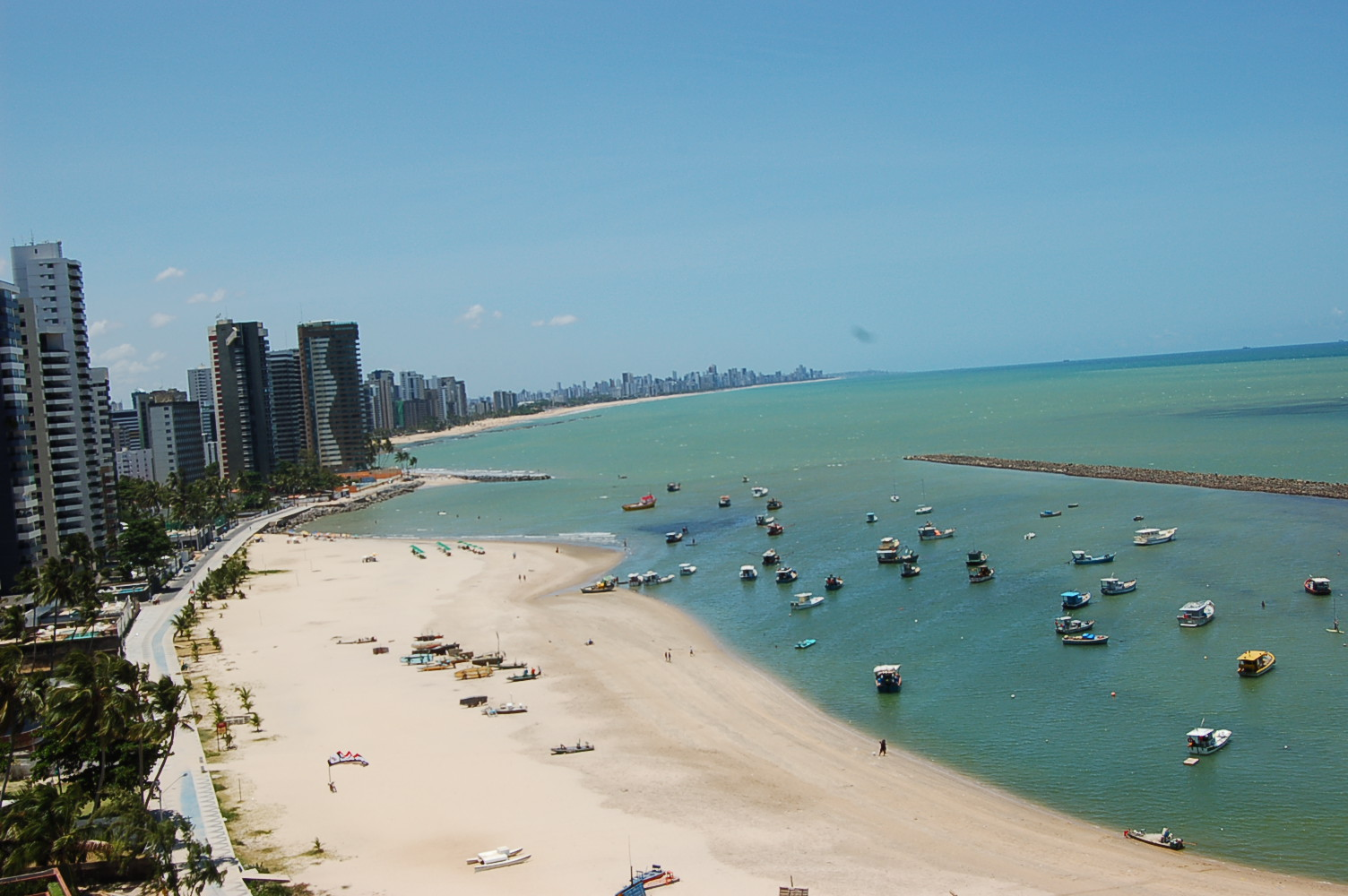
Jaboatão dos Guararapes.

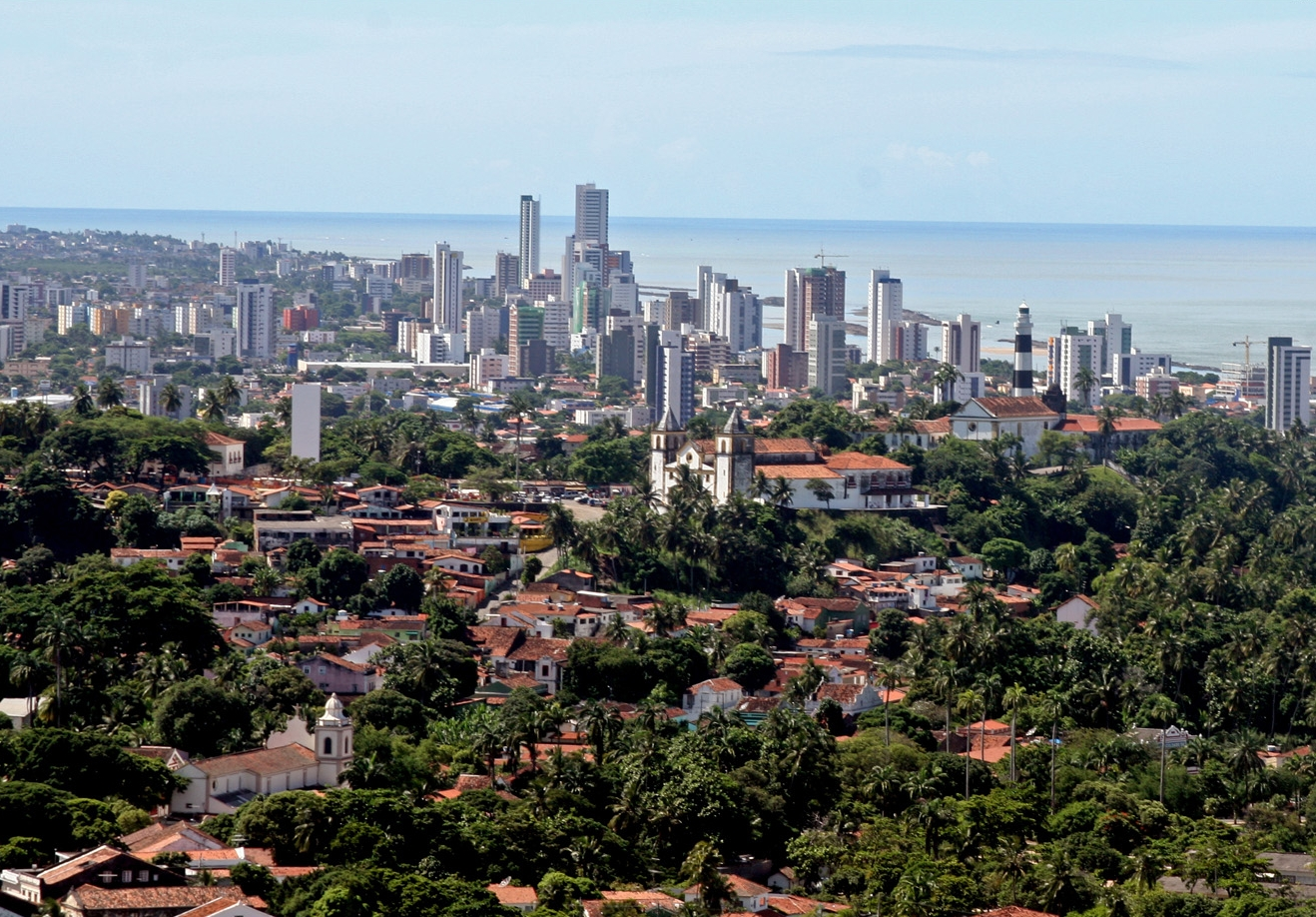
Olinda.

| Municipio               | Área (km²) | Población (2018) | IDH (2010)   | PIB (2017) R$ mil | PIB per cápita (2017) R$ |
| ----------------------- | ---------- | ---------------- | ------------ | ----------------- | ------------------------ |
| Abreu e Lima            | 126,193    | 99 622           | 0,679 médio  | 2 003 665         | 20 164,90                |
| Araçoiaba               | 96,381     | 20 312           | 0,592 bajo   | 139 026           | 6859,40                  |
| Cabo de Santo Agostinho | 448,735    | 205 112          | 0,686 médio  | 9 964 401         | 48 689,25                |
| Camaragibe              | 51,257     | 156 736          | 0,692 médio  | 1 757 192         | 11 238,05                |
| Goiana                  | 445,810    | 79 455           | 0,651 médio  | 9 146 860         | 115 419,25               |
| Igarassu                | 305,56     | 115 640          | 0,665 médio  | 2 479 117         | 21 483,19                |
| Ilha de Itamaracá       | 66,684     | 25 836           | 0,653 médio  | 239 399           | 9282,99                  |
| Ipojuca                 | 527,107    | 94 709           | 0,619 médio  | 10 879 739        | 115 089,32               |
| Itapissuma              | 74,235     | 26 397           | 0,633 médio  | 1 398 050         | 53 081,09                |
| Jaboatão dos Guararapes | 258,694    | 697 636          | 0,717 alto   | 13 545 569        | 19 463,25                |
| Moreno                  | 196,072    | 62 263           | 0,652 médio  | 682 663           | 10 989,60                |
| Olinda                  | 41,681     | 391 835          | 0,735 alto   | 5 438 691         | 13 917,85                |
| Paulista                | 97,312     | 329 117          | 0,732 alto   | 4 019 150         | 12 240,33                |
| Recife                  | 218,435    | 1 637 834        | 0,772 alto   | 51 859 618        | 31 743,72                |
| São Lourenço da Mata    | 262,106    | 112 362          | 0,653 médio  | 1 107 308         | 9877,95                  |
| RMR                     | 3216,262   | 4 054 866        | '0,734 alto' | 114 660 449       | 28 346,58                |

## Aspectos económicos

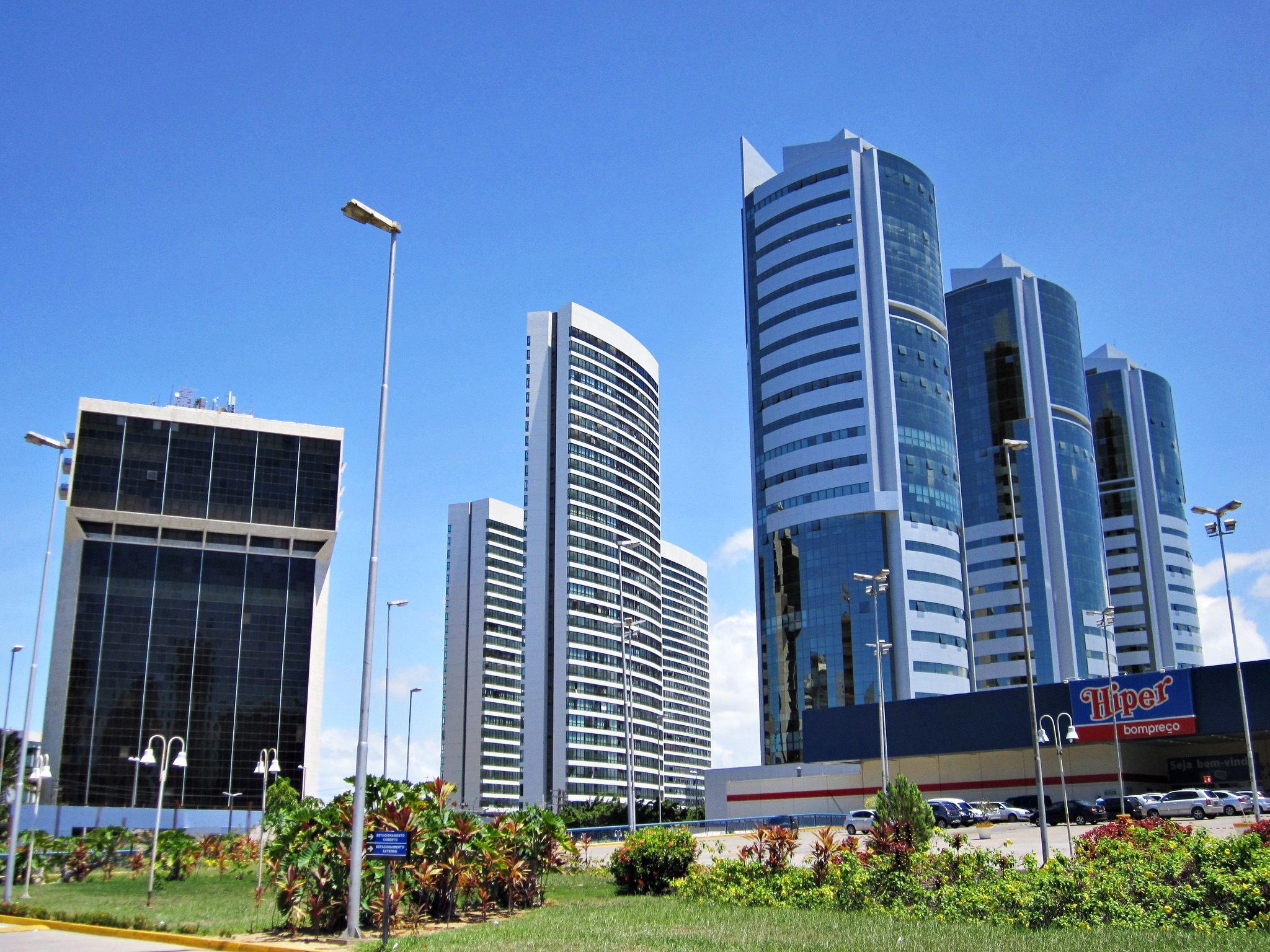
Edificios empresariales en el Centro comercial Recife.

Recife es la metrópoli más rica del Nornordeste en PBI PPC, y la sexta más rica de Brasil, después de las regiones metropolitanas de São Paulo, Río de Janeiro, Porto Alegre, Bello Horizonte y Curitiba. Es aún la octava región metropolitana más rica de Brasil en PBI nominal, y de más rica del Nornordeste.
Buena parte de la economía de la región viene de la prestación de servicios, que concentró 54,7% del PBI en 2008, y la actividad industrial es responsable del 40,5% del PBI del Gran Recife. Las actividades primarias, que incluyen la agricultura, fueron responsables del 5,8% de la economía de la región. El Gran Recife abarca cerca de 65% del PBI de Pernambuco.

### Complejo Industrial y Portuario de Suape

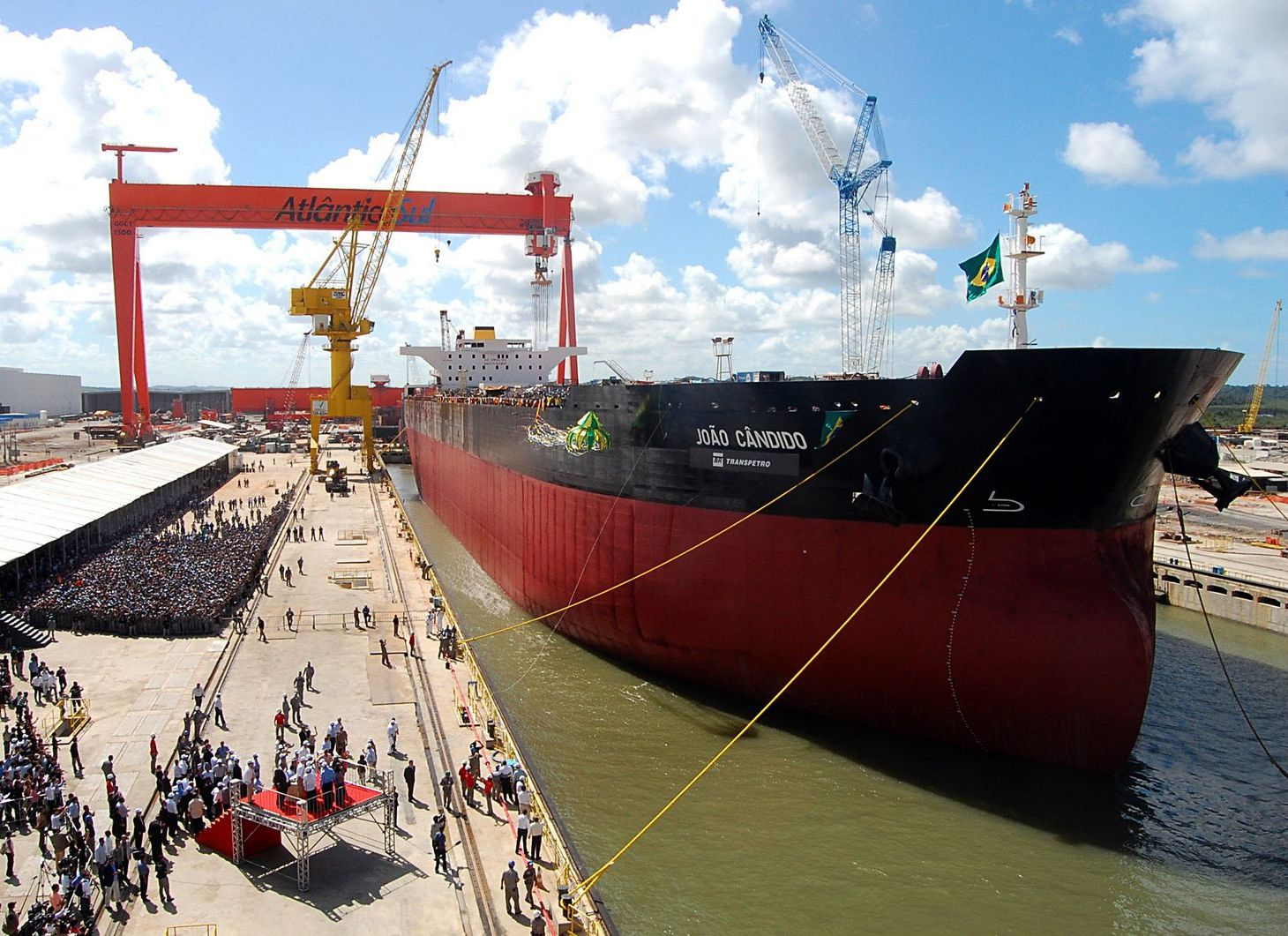
El Complejo Industrial y Portuario de Suape abriga el Astillero Atlântico Sur, el astillero naval más grande del Hemisferio Sur. El petrolero João Cândido (foto) fue el primer navío lanzado por la industria naval pernambucana.

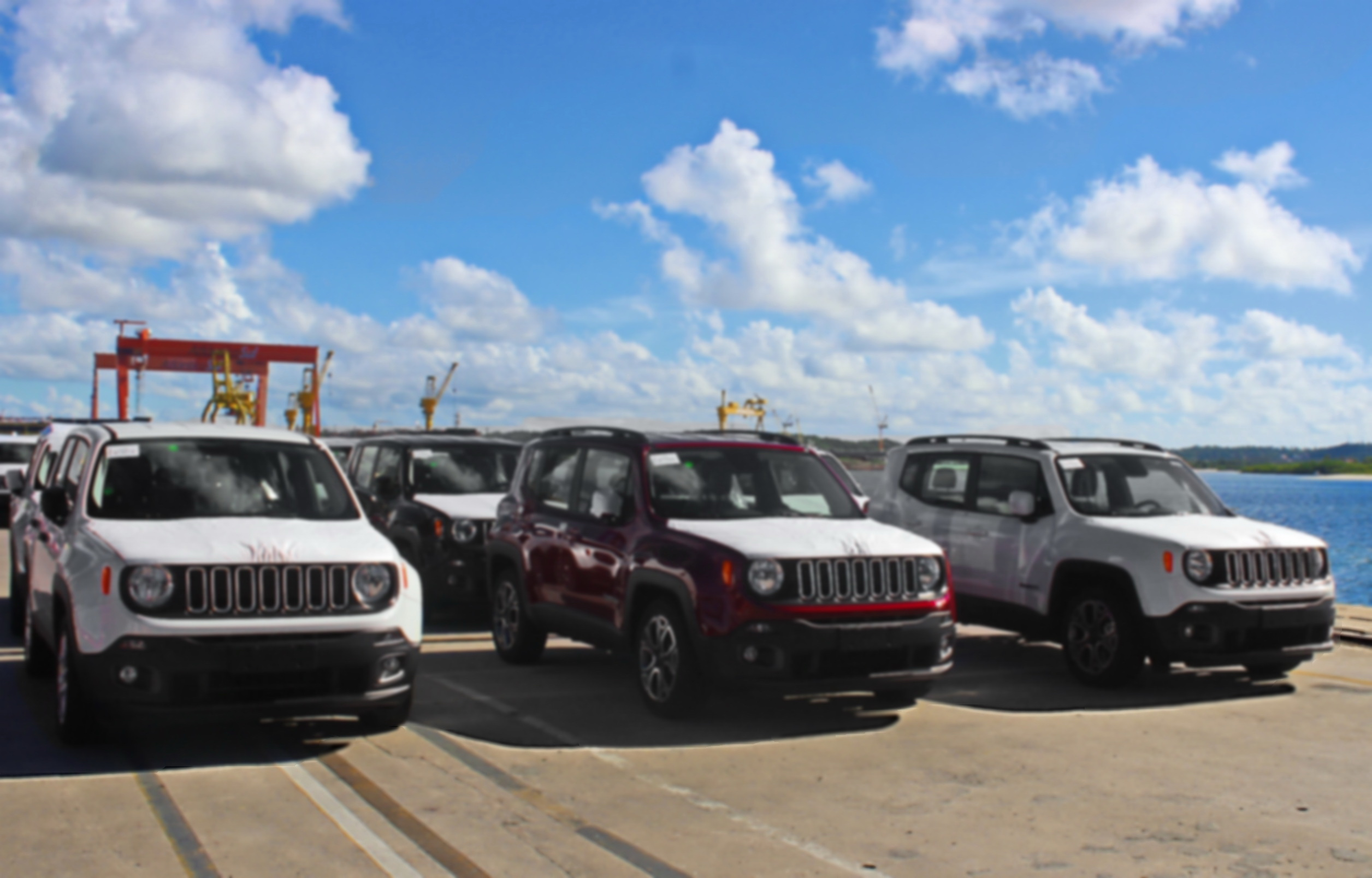
El Jeep Renegade es producido en la fábrica de la FCA en Goiana.

La construcción del Puerto de Suape fue prevista para operar productos combustibles y cereales a granel, sustituyendo el Puerto del Recife. En 7 de noviembre de 1978, una ley provincial creó la empresa Suape Complejo Industrial Portuario para administrar el desarrollo de las obras. Hoy el puerto es uno de los mayores de Brasil, administrado por el gobierno de Pernambuco. Suape opera navíos los 365 días del año, sin restricciones de horario.

### Porto Digital
El Porto Digital es un centro de empresas de softwares localizado en la ciudad del Recife, creado en julio de 2000. Es reconocido como el mayor parque tecnológico de Brasil en facturación y número de empresas, totalizando 173 empresas en 2010, entre ellas multinacionales como Motorola, Oracle, Nokia, IBM y Microsoft. Emplea a cerca de seis mil personas, y tiene el 3,9% de participación en el PBI del estado.

## Aspectos urbanos
Según estimaciones del IBGE en 2013, la Región Metropolitana del Recife posee una población de 4.046.845 habitantes. Los mayores municipios son Recife, Jaboatão de los Guararapes, Olinda y Paulista. Su densidad demográfica, de 1.342,88 hab/km², es una de las más altas del país. El Gran Recife es la mayor metrópoli del Nordeste y a 5.ª mayor de Brasil.

### Aeropuerto Internacional de Recife

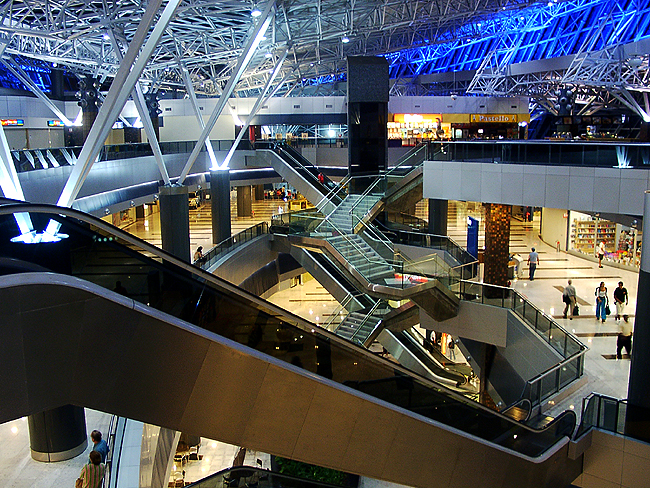
Aeropuerto Internacional de Recife.

En la Región Metropolitana del Recife están localizados importantes puertos y aeropuertos del estado y del país. El principal aeropuerto es el Aeropuerto Internacional de Recife. Se trata del mayor y más movido complejo aeroportuário del Nordeste en consonancia con la Infraero y la ANAC. La terminal de pasajeros actual cuenta con una área de 52.000 m². Futuramente, será anexionada una área adicional de 24.000 m², proveniente de la antigua terminal. Además de eso, cuenta con un patio con 26 posiciones para aeronaves y 15 puentes de embarque, 64 mostradores de check-in y 2.120 vacantes de aparcamiento. Está localizado en el barrio de la Imbiribeira, Recife, capital de Pernambuco, a 11 km del centro.

### Puerto de Recife y el Puerto de Suape
El Puerto del Recife, con su terminal açucareiro, es uno de los más movidos de Brasil, siendo el principal sumidero de azúcar del Nordeste. Debido a su excelente posición geográfica, sirve de escala a los navíos que conectan a Brasil con los países europeos, Estados Unidos y al resto del Mundo.
El Puerto de Suape se localiza a 40 km al sur del Recife. Su Posición Geográfica privilegiada hace de él punto de convergencia de las principales rutas comerciales que se desplazan por la costa brasileña al Hemisferio Norte. Comenzó a operar en 1984, moviendo básicamente derivados del petróleo y alcohol.

### Metro del Recife

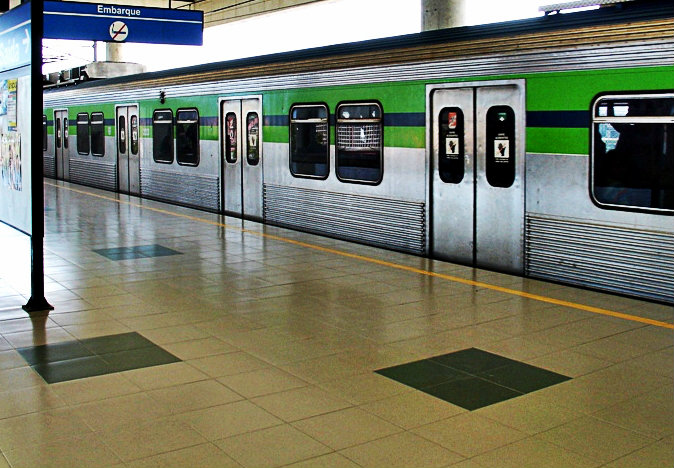
El Metro de Recife, tercer sistema metroviário de Brasil, inaugurado después de los metros de São Paulo y Río de Janeiro, además de segundo más extenso del país, conecta municipios de la RMR.

El Metro de Recife, operado por la CBTU/Metrorec, es compuesto actualmente de veintiocho estaciones, con líneas que suman 39,5 kilómetros de extensión, transportando cerca de 400 mil usuarios por día.